# Adrián Bernabé
Pour les articles homonymes, voir Bernabé.
Adrián Bernabé, né le 26 mai 2001 à Barcelone en Espagne, est un footballeur espagnol qui évolue au poste de milieu central au Parme Calcio.

## Biographie

### En club
Né à Barcelone en Espagne, Adrián Bernabé commence le football dans le club local de l'Espanyol de Barcelone avant de poursuivre sa formation chez le rival du FC Barcelone.
Le 17 avril 2018, Manchester City recrute Adrián Bernabé. Le joueur rejoint le club à l'été 2018. Il fait ses débuts en professionnel avec ce club, jouant son premier match le 25 septembre 2021 lors d'une rencontre de coupe de la Ligue anglaise contre Oxford United. Il entre en jeu à la place de Riyad Mahrez et son équipe l'emporte par trois buts à zéro.
Le 7 juillet 2021 Adrián Bernabé signe un contrat courant jusqu'en juin 2024 avec le Parme Calcio,. Éloigné des terrains dès son arrivée en raison d'une blessure qui lui fait manquer la première partie de saison, le jeune espagnol de 20 ans joue son premier match avec Parme le 5 février 2022, lors d'un match de championnat face au Benevento Calcio (0-0 score final). Bernabé inscrit son premier but pour le club le 26 février 2022 contre la SPAL, en championnat. Il est titularisé et participe à la victoire de son équipe par quatre buts à zéro. Malgré la saison décevante du club, qui ne parvient pas à lutter pour l'accession à la première division, Bernabé s'impose comme l'un des meilleurs éléments de l'équipe sous les ordres de Giuseppe Iachini.
Lors de la saison 2023-2024, Bernabé participe à la promotion de son équipe en première division, le Parme Calcio étant sacré champion de deuxième division,.

### En sélection
En mai 2022, Adrián Bernabé est convoqué pour la première fois avec l'équipe d'Espagne espoirs par le sélectionneur Luis de la Fuente. Bernabé joue son premier match avec les espoirs lors d'un match face à l'Irlande du Nord le 3 juin 2022. Il entre en jeu à la place de Jon Ander Olasagasti, et son équipe s'impose largement par six buts à zéro.

### Style de jeu
Milieu de terrain gaucher capable de jouer comme meneur de jeu ou d'ailier, il est notamment comparé à son compatriote David Silva pour son style de jeu, et dont il partage également une ressemblance physique.

## Palmarès

### En club
Parma Calcio
- Championnat d'Italie de deuxième division
  - Champion en 2023-2024

### En sélection
Espagne espoirs
- Championnat d'Europe espoirs
  - Finaliste en 2023

 Espagne olympique
- Jeux olympiques
  -  Médaillé d'or en 2024